# Groupe A de la Copa América 2021
 (novembre 2022).
Navigation
- A
- B

- Quarts
- Demies
- 3e place
- Finale

Le groupe A de la Copa América 2021, qui se dispute au Brésil du 14 juin au 28 juin 2021, comprend cinq équipes dont les quatre premières se qualifient pour les quarts de finale de la compétition.
À l'origine, le groupe A devait se jouer du 12 au 30 juin 2020 en Argentine. Cependant, le 17 mars 2020, le tournoi a été reporté à 2021 en raison de la pandémie de Covid-19 qui sévit en Amérique du Sud.
Le 30 mai 2021, la CONMEBOL décide de retirer la co-organisation à l'Argentine, pays durement affecté par la pandémie de Covid-19. La confédération sud-américaine annonce le lendemain que le Brésil organisera la Copa América 2021.

## Participants
| Position au tirage au sort | Équipe    | Participations | Dernière participation | Meilleure performance passée                                                                                | Classement FIFA au 27 mai 2021 |
| -------------------------- | --------- | -------------- | ---------------------- | --- | ------------------------------ |
| A1                         | Argentine | 43e            | 2019                   | Vainqueur (14) 1921, 1925, 1927, 1929, 1937, 1941, 1945, 1946, 1947, 1955, 1957, 1959 (1), 1991, 1993       | 8                              |
| A2                         | Bolivie   | 28e            | 2019                   | Vainqueur (1) 1963                                                                                          | 81                             |
| A3                         | Uruguay   | 45e            | 2019                   | Vainqueur (15) 1916, 1917, 1920, 1923, 1924, 1926, 1935, 1942, 1956, 1959 (2), 1967, 1983, 1987, 1995, 2011 | 9                              |
| A4                         | Chili     | 40e            | 2019                   | Vainqueur (2) 2015, 2016                                                                                    | 19                             |
| A5                         | Paraguay  | 38e            | 2019                   | Vainqueur (2) 1953, 1979                                                                                    | 35                             |

## Classement
| Rang | Équipe    | Pts | J | G | N | P | Bp | Bc | Diff |
| ---- | --------- | --- | - | - | - | - | -- | -- | ---- |
| 1    | Argentine | 10  | 4 | 3 | 1 | 0 | 7  | 2  | +5   |
| 2    | Uruguay   | 7   | 4 | 2 | 1 | 1 | 4  | 2  | +2   |
| 3    | Paraguay  | 6   | 4 | 2 | 0 | 2 | 5  | 3  | +2   |
| 4    | Chili     | 5   | 4 | 1 | 2 | 1 | 3  | 4  | -1   |
| 5    | Bolivie   | 0   | 4 | 0 | 0 | 4 | 2  | 10 | -8   |

En quarts de finale :
- Le vainqueur du groupe A affrontera le quatrième du groupe B.
- Le deuxième du groupe A affrontera le troisième du groupe B.
- Le troisième du groupe A affrontera le deuxième du groupe B
- Le quatrième du groupe A affrontera le vainqueur du groupe B.

## Matchs
Le calendrier original pour 2020 et les heures de coup d'envoi ont été annoncés respectivement le 3 décembre 2019 et le 4 mars 2020,. Le nouveau calendrier pour 2021 a été annoncé le 13 août 2020. À la suite du retrait de l'Australie, le calendrier raccourci a été annoncé le 15 mars 2021.
La modification la plus importante du nouveau calendrier du groupe A a été le changement de lieu du match entre le Chili et le Paraguay, déplacé de Córdoba à Santiago del Estero. En conséquence, l'Estadio Único accueillera deux matchs. Le Stade Ciudad de La Plata, à La Plata, n'a pas été retenu en raison du raccourcissement du calendrier.
Après le déplacement de la Copa América au Brésil, le calendrier définitif est annoncé le 2 juin 2021.
Toutes les heures de match indiquées sont locales, BRT (UTC−3). Cuiabá est situé dans un fuseau horaire différent, AMT (UTC−4), l'heure locale est également indiquée.

### Argentine - Chili
| Match 3                    | Argentine | 1 - 1   | Chili      | Stade olympique Nilton-Santos, Rio de Janeiro                              |                                                                            |
| 14 juin 2021 19:00 (UTC−3) | Messi 33e | (1 - 0) | 57e Vargas | Spectateurs : 0 Arbitrage : Wilmar Roldán Arbitre vidéo : Jhon Ospina (es) | Spectateurs : 0 Arbitrage : Wilmar Roldán Arbitre vidéo : Jhon Ospina (es) |
| 14 juin 2021 19:00 (UTC−3) | Rapport   |         |            | Spectateurs : 0 Arbitrage : Wilmar Roldán Arbitre vidéo : Jhon Ospina (es) | Spectateurs : 0 Arbitrage : Wilmar Roldán Arbitre vidéo : Jhon Ospina (es) |

| Argentine | Chili |

| ARGENTINE :     |    |                       |     |     |
|                 |    |                       |     |     |
| Gardien de but  | 23 | Emiliano Martínez     |     |     |
|                 | 3  | Nicolás Tagliafico    |     |     |
|                 | 19 | Nicolás Otamendi      |     |     |
|                 | 2  | Lucas Martínez Quarta | 30e |     |
|                 | 4  | Gonzalo Montiel       |     | 85e |
|                 | 20 | Giovani Lo Celso      |     | 67e |
|                 | 5  | Leandro Paredes       |     | 68e |
|                 | 7  | Rodrigo De Paul       |     |     |
|                 | 15 | Nicolás González      |     | 80e |
|                 | 22 | Lautaro Martínez      | 62e | 80e |
|                 | 10 | Lionel Messi          |     |     |
| Remplaçants :   |    |                       |     |     |
|                 | 11 | Ángel Di María        |     | 67e |
|                 | 14 | Exequiel Palacios     |     | 68e |
|                 | 9  | Sergio Agüero         |     | 80e |
|                 | 16 | Joaquín Correa        |     | 80e |
|                 | 26 | Nahuel Molina         |     | 85e |
| Sélectionneur : |    |                       |     |     |
| Lionel Scaloni  |    |                       |     |     |

| CHILI :         |    |                   |     |       |
|                 |    |                   |     |       |
| Gardien de but  | 1  | Claudio Bravo     |     |       |
|                 | 2  | Eugenio Mena      |     |       |
|                 | 3  | Guillermo Maripán |     |       |
|                 | 17 | Gary Medel        |     | 84e   |
|                 | 4  | Mauricio Isla     | 25e |       |
|                 | 20 | Charles Aránguiz  |     |       |
|                 | 13 | Erick Pulgar      | 32e |       |
|                 | 8  | Arturo Vidal      | 35e | 85e   |
|                 | 9  | Jean Meneses      |     | 90+3e |
|                 | 11 | Eduardo Vargas    |     | 77e   |
|                 | 21 | Carlos Palacios   |     | 77e   |
| Remplaçants :   |    |                   |     |       |
|                 | 7  | César Pinares     |     | 77e   |
|                 | 22 | Ben Brereton      |     | 77e   |
|                 | 5  | Enzo Roco         |     | 84e   |
|                 | 19 | Tomás Alarcón     |     | 85e   |
|                 | 14 | Pablo Galdames    |     | 90+3e |
| Sélectionneur : |    |                   |     |       |
| Martín Lasarte  |    |                   |     |       |

| Assistants : Alexander Guzmán Jhon Alexander León Quatrième arbitre : Alexis Herrera (es) Arbitre assistant vidéo : Christian Lescano Homme du match : Lionel Messi |

### Paraguay - Bolivie
| Match 4                    | Paraguay                                     | 3 - 1   | Bolivie             | Stade olympique Pedro Ludovico Teixeira, Goiânia                              |                                                                               |
| 14 juin 2021 21:00 (UTC−3) | Kaku 62e · Romero 65e · ( Ávalos) Romero 80e | (0 - 1) | 10e (pen.) Saavedra | Spectateurs : 0 Arbitrage : Diego Haro (en) Arbitre vidéo : Wagner Reway (pt) | Spectateurs : 0 Arbitrage : Diego Haro (en) Arbitre vidéo : Wagner Reway (pt) |
| 14 juin 2021 21:00 (UTC−3) | Rapport                                      |         |                     | Spectateurs : 0 Arbitrage : Diego Haro (en) Arbitre vidéo : Wagner Reway (pt) | Spectateurs : 0 Arbitrage : Diego Haro (en) Arbitre vidéo : Wagner Reway (pt) |

| Paraguay | Bolivie |

| PARAGUAY :      |    |                       |        |     |
|                 |    |                       |        |     |
| Gardien de but  | 1  | Antony Silva          |        |     |
|                 | 19 | Santiago Arzamendia   | 8e     | 74e |
|                 | 6  | Júnior Alonso         |        |     |
|                 | 15 | Gustavo Gómez         |        |     |
|                 | 13 | Alberto Espínola      | 45+11e |     |
|                 | 26 | Robert Piris Da Motta |        | 58e |
|                 | 23 | Mathías Villasanti    |        | 45e |
|                 | 11 | Ángel Romero          |        |     |
|                 | 10 | Miguel Almirón        |        |     |
|                 | 17 | Kaku                  |        | 87e |
|                 | 9  | Gabriel Ávalos        |        | 87e |
| Remplaçants :   |    |                       |        |     |
|                 | 8  | Richard Sánchez       |        | 45e |
|                 | 7  | Carlos González       |        | 58e |
|                 | 24 | Héctor Martínez       |        | 74e |
|                 | 14 | Andrés Cubas          |        | 87e |
|                 | 28 | Julio Enciso          |        | 87e |
| Sélectionneur : |    |                       |        |     |
| Eduardo Berizzo |    |                       |        |     |

| BOLIVIE :       |    |                      |            |     |
|                 |    |                      |            |     |
| Gardien de but  | 12 | Rubén Cordano        |            |     |
|                 | 3  | José Sagredo         |            |     |
|                 | 5  | Adrián Jusino        |            |     |
|                 | 2  | Jairo Quinteros      |            |     |
|                 | 19 | Enrique Flores       | 40e        | 45e |
|                 | 15 | Boris Céspedes       |            | 45e |
|                 | 6  | Leonel Justiniano    |            | 75e |
|                 | 16 | Erwin Saavedra       |            | 64e |
|                 | 8  | Diego Bejarano       | 29e        |     |
|                 | 24 | Jaume Cuéllar        | 38e, 45+9e |     |
|                 | 18 | Gilbert Álvarez      |            | 69e |
| Remplaçants :   |    |                      |            |     |
|                 | 17 | Roberto Fernández    |            | 45e |
|                 | 22 | Danny Bejarano       |            | 45e |
|                 | 13 | Diego Wayar          |            | 64e |
|                 | 11 | Rodrigo Ramallo      |            | 69e |
|                 | 21 | Erwin Junior Sánchez |            | 75e |
| Sélectionneur : |    |                      |            |     |
| César Farías    |    |                      |            |     |

| Assistants : Jonny Bossio Raúl López Cruz Quatrième arbitre : Guillermo Enrique Guerrero Arbitre assistant vidéo : Víctor Hugo Carrillo Homme du match : Kaku |

### Chili - Bolivie
| Match 7                    | Chili                  | 1 - 0   | Bolivie | Arena Pantanal, Cuiabá                                                                               | |
| 18 juin 2021 17:00 (UTC−4) | ( Vargas) Brereton 10e | (1 - 0) |         | Spectateurs : 0 Arbitrage : Jesús Gil Manzano (en) Arbitre vidéo : Ricardo de Burgos Bengoetxea (en) | Spectateurs : 0 Arbitrage : Jesús Gil Manzano (en) Arbitre vidéo : Ricardo de Burgos Bengoetxea (en) |
| 18 juin 2021 17:00 (UTC−4) | Rapport                |         |         | Spectateurs : 0 Arbitrage : Jesús Gil Manzano (en) Arbitre vidéo : Ricardo de Burgos Bengoetxea (en) | Spectateurs : 0 Arbitrage : Jesús Gil Manzano (en) Arbitre vidéo : Ricardo de Burgos Bengoetxea (en) |

| Chili | Bolivie |

| CHILI :         |    |                   |     |     |
|                 |    |                   |     |     |
| Gardien de but  | 1  | Claudio Bravo     |     |     |
|                 | 2  | Eugenio Mena      |     |     |
|                 | 3  | Guillermo Maripán | 81e |     |
|                 | 17 | Gary Medel        |     |     |
|                 | 4  | Mauricio Isla     |     |     |
|                 | 20 | Charles Aránguiz  |     |     |
|                 | 13 | Erick Pulgar      |     |     |
|                 | 8  | Arturo Vidal      |     | 69e |
|                 | 22 | Ben Brereton      |     | 84e |
|                 | 11 | Eduardo Vargas    |     |     |
|                 | 9  | Jean Meneses      |     | 65e |
| Remplaçants :   |    |                   |     |     |
|                 | 7  | César Pinares     |     | 65e |
|                 | 19 | Tomás Alarcón     |     | 69e |
|                 | 27 | Pablo Aránguiz    |     | 84e |
| Sélectionneur : |    |                   |     |     |
| Martín Lasarte  |    |                   |     |     |

| BOLIVIE :       |    |                   |     |     |
|                 |    |                   |     |     |
| Gardien de but  | 1  | Carlos Lampe      |     |     |
|                 | 17 | Roberto Fernández |     |     |
|                 | 5  | Adrián Jusino     |     |     |
|                 | 2  | Jairo Quinteros   |     |     |
|                 | 8  | Diego Bejarano    | 87e |     |
|                 | 7  | Juan Carlos Arce  |     |     |
|                 | 20 | Ramiro Vaca       | 53e | 90e |
|                 | 6  | Leonel Justiniano |     | 90e |
|                 | 16 | Erwin Saavedra    |     | 78e |
|                 | 18 | Gilbert Álvarez   |     |     |
|                 | 25 | Jeyson Chura      |     | 64e |
| Remplaçants :   |    |                   |     |     |
|                 | 11 | Rodrigo Ramallo   |     | 64e |
|                 | 19 | Enrique Flores    |     | 78e |
|                 | 14 | Moisés Villarroel |     | 90e |
|                 | 22 | Danny Bejarano    |     | 90e |
| Sélectionneur : |    |                   |     |     |
| César Farías    |    |                   |     |     |

| Assistants : Diego Barbero Sevilla Ángel Nevado Rodríguez Quatrième arbitre : Andrés Rojas (es) Arbitre assistant vidéo : José Luis Munuera Montero (en) Homme du match : Eduardo Vargas |

### Argentine - Uruguay
| Match 8                    | Argentine              | 1 - 0   | Uruguay | Stade national de Brasilia Mané Garrincha, Brasilia                          |                                                                              |
| 18 juin 2021 21:00 (UTC−3) | ( Messi) Rodriguez 12e | (1 - 0) |         | Spectateurs : 0 Arbitrage : Wilton Sampaio Arbitre vidéo : Wagner Reway (pt) | Spectateurs : 0 Arbitrage : Wilton Sampaio Arbitre vidéo : Wagner Reway (pt) |
| 18 juin 2021 21:00 (UTC−3) | Rapport                |         |         | Spectateurs : 0 Arbitrage : Wilton Sampaio Arbitre vidéo : Wagner Reway (pt) | Spectateurs : 0 Arbitrage : Wilton Sampaio Arbitre vidéo : Wagner Reway (pt) |

| Argentine | Uruguay |

| ARGENTINE :     |    |                   |       |       |
|                 |    |                   |       |       |
| Gardien de but  | 23 | Emiliano Martínez | 75e   |       |
|                 | 8  | Marcos Acuña      |       |       |
|                 | 19 | Nicolás Otamendi  |       |       |
|                 | 13 | Cristian Romero   |       |       |
|                 | 26 | Nahuel Molina     |       |       |
|                 | 20 | Giovani Lo Celso  | 48e   | 52e   |
|                 | 18 | Guido Rodríguez   |       |       |
|                 | 7  | Rodrigo De Paul   |       | 90+3e |
|                 | 15 | Nicolás González  |       | 70e   |
|                 | 22 | Lautaro Martínez  |       | 52e   |
|                 | 10 | Lionel Messi      |       |       |
| Remplaçants :   |    |                   |       |       |
|                 | 14 | Exequiel Palacios |       | 52e   |
|                 | 16 | Joaquín Correa    | 90+1e | 52e   |
|                 | 11 | Ángel Di María    |       | 70e   |
|                 | 6  | Germán Pezzella   |       | 90+3e |
| Sélectionneur : |    |                   |       |       |
| Lionel Scaloni  |    |                   |       |       |

| URUGUAY :       |    |                    |     |     |
|                 |    |                    |     |     |
| Gardien de but  | 1  | Fernando Muslera   |     |     |
|                 | 17 | Matías Viña        |     |     |
|                 | 3  | Diego Godín        |     |     |
|                 | 2  | José María Giménez |     |     |
|                 | 13 | Giovanni González  |     | 70e |
|                 | 7  | Nicolás De La Cruz |     | 65e |
|                 | 14 | Lucas Torreira     | 62e | 64e |
|                 | 6  | Rodrigo Bentancur  |     | 45e |
|                 | 15 | Federico Valverde  |     | 84e |
|                 | 21 | Edinson Cavani     |     |     |
|                 | 9  | Luis Suárez        |     |     |
| Remplaçants :   |    |                    |     |     |
|                 | 8  | Nahitan Nández     |     | 45e |
|                 | 5  | Matías Vecino      |     | 64e |
|                 | 26 | Brian Ocampo       | 90e | 65e |
|                 | 25 | Facundo Torres     |     | 70e |
|                 | 24 | Fernando Gorriarán |     | 84e |
| Sélectionneur : |    |                    |     |     |
| Óscar Tabárez   |    |                    |     |     |

| Assistants : Danilo Manis Bruno Pires Quatrième arbitre : Juan Soto Arbitre assistant vidéo : Rafael Traci Homme du match : Lionel Messi |

### Uruguay - Chili
| Match 11                   | Uruguay              | 1 - 1   | Chili                  | Arena Pantanal, Cuiabá                                                 |                                                                        |
| 21 juin 2021 17:00 (UTC−4) | ( Vecino) Suárez 66e | (1 - 0) | 26e Vargas (Brereton ) | Spectateurs : 0 Arbitrage : Raphael Claus Arbitre vidéo : Rafael Traci | Spectateurs : 0 Arbitrage : Raphael Claus Arbitre vidéo : Rafael Traci |
| 21 juin 2021 17:00 (UTC−4) | Rapport              |         |                        | Spectateurs : 0 Arbitrage : Raphael Claus Arbitre vidéo : Rafael Traci | Spectateurs : 0 Arbitrage : Raphael Claus Arbitre vidéo : Rafael Traci |

| Uruguay | Chili |

| URUGUAY :       |    |                        |     |     |
|                 |    |                        |     |     |
| Gardien de but  | 1  | Fernando Muslera       |     |     |
|                 | 17 | Matías Viña            |     | 85e |
|                 | 3  | Diego Godín            |     |     |
|                 | 2  | José María Giménez     |     |     |
|                 | 13 | Giovanni González      |     | 45e |
|                 | 7  | Nicolás De La Cruz     |     | 45e |
|                 | 5  | Matías Vecino          |     | 81e |
|                 | 15 | Federico Valverde      | 13e |     |
|                 | 10 | Giorgian De Arrascaeta |     | 60e |
|                 | 21 | Edinson Cavani         |     |     |
|                 | 9  | Luis Suárez            |     |     |
| Remplaçants :   |    |                        |     |     |
|                 | 22 | Martín Cáceres         |     | 45e |
|                 | 8  | Nahitan Nández         |     | 45e |
|                 | 25 | Facundo Torres         |     | 60e |
|                 | 14 | Lucas Torreira         |     | 81e |
|                 | 20 | Jonathan Rodríguez     |     | 85e |
| Sélectionneur : |    |                        |     |     |
| Óscar Tabárez   |    |                        |     |     |

| CHILI :         |    |                     |     |     |
|                 |    |                     |     |     |
| Gardien de but  | 1  | Claudio Bravo       |     |     |
|                 | 3  | Guillermo Maripán   |     | 38e |
|                 | 17 | Gary Medel          |     |     |
|                 | 6  | Francisco Sierralta | 19e |     |
|                 | 2  | Eugenio Mena        |     |     |
|                 | 20 | Charles Aránguiz    |     |     |
|                 | 13 | Erick Pulgar        |     |     |
|                 | 4  | Mauricio Isla       |     |     |
|                 | 8  | Arturo Vidal        |     | 69e |
|                 | 22 | Ben Brereton        |     | 69e |
|                 | 11 | Eduardo Vargas      |     | 56e |
| Remplaçants :   |    |                     |     |     |
|                 | 5  | Enzo Roco           |     | 38e |
|                 | 9  | Jean Meneses        |     | 56e |
|                 | 19 | Tomás Alarcón       |     | 69e |
|                 | 24 | Luciano Arriagada   |     | 69e |
| Sélectionneur : |    |                     |     |     |
| Martín Lasarte  |    |                     |     |     |

| Assistants : Christian Lescano Byron Romero Quatrième arbitre : Guillermo Enrique Guerreo Arbitre assistant vidéo : Víctor Hugo Carrillo Homme du match : Charles Aránguiz |

### Argentine - Paraguay
| Match 12                   | Argentine             | 1 - 0   | Paraguay | Stade national de Brasilia Mané Garrincha, Brasilia                           |                                                                               |
| 21 juin 2021 21:00 (UTC−3) | ( Di Maria) Gómez 10e | (1 - 0) |          | Spectateurs : 0 Arbitrage : Jesús Valenzuela Arbitre vidéo : Jhon Ospina (es) | Spectateurs : 0 Arbitrage : Jesús Valenzuela Arbitre vidéo : Jhon Ospina (es) |
| 21 juin 2021 21:00 (UTC−3) | Rapport               |         |          | Spectateurs : 0 Arbitrage : Jesús Valenzuela Arbitre vidéo : Jhon Ospina (es) | Spectateurs : 0 Arbitrage : Jesús Valenzuela Arbitre vidéo : Jhon Ospina (es) |

| Argentine | Paraguay |

| ARGENTINE :     |    |                    |     |     |
|                 |    |                    |     |     |
| Gardien de but  | 23 | Emiliano Martínez  |     |     |
|                 | 3  | Nicolás Tagliafico |     |     |
|                 | 6  | Germán Pezzella    |     |     |
|                 | 13 | Cristian Romero    |     |     |
|                 | 26 | Nahuel Molina      |     |     |
|                 | 5  | Leandro Paredes    | 34e | 81e |
|                 | 18 | Guido Rodríguez    |     |     |
|                 | 24 | Papu Gómez         |     | 72e |
|                 | 10 | Lionel Messi       |     |     |
|                 | 11 | Ángel Di María     |     | 81e |
|                 | 9  | Sergio Agüero      |     | 59e |
| Remplaçants :   |    |                    |     |     |
|                 | 16 | Joaquín Correa     |     | 59e |
|                 | 7  | Rodrigo De Paul    |     | 72e |
|                 | 17 | Nicolás Domínguez  |     | 81e |
|                 | 21 | Ángel Correa       |     | 81e |
| Sélectionneur : |    |                    |     |     |
| Lionel Scaloni  |    |                    |     |     |

| PARAGUAY :      |    |                       |     |     |
|                 |    |                       |     |     |
| Gardien de but  | 1  | Antony Silva          |     |     |
|                 | 19 | Santiago Arzamendia   |     |     |
|                 | 6  | Júnior Alonso         |     |     |
|                 | 15 | Gustavo Gómez         | 16e |     |
|                 | 13 | Alberto Espínola      |     |     |
|                 | 26 | Robert Piris Da Motta |     | 82e |
|                 | 14 | Andrés Cubas          |     | 66e |
|                 | 10 | Miguel Almirón        |     |     |
|                 | 17 | Kaku                  |     | 66e |
|                 | 11 | Ángel Romero          |     | 87e |
|                 | 9  | Gabriel Ávalos        |     | 87e |
| Remplaçants :   |    |                       |     |     |
|                 | 16 | Ángel Cardozo Lucena  | 78e | 66e |
|                 | 21 | Óscar Romero          |     | 66e |
|                 | 8  | Richard Sánchez       |     | 82e |
|                 | 7  | Carlos González       |     | 87e |
|                 | 18 | Braian Samudio        |     | 87e |
| Sélectionneur : |    |                       |     |     |
| Eduardo Berizzo |    |                       |     |     |

| Assistants : Carlos López Jorge Urrego Quatrième arbitre : Alexis Herrera (es) Arbitre assistant vidéo : Alexander Guzmán Homme du match : Ángel Di María |

### Bolivie - Uruguay
| Match 15                   | Bolivie | 0 - 2   | Uruguay                                | Arena Pantanal, Cuiabá                                                            |                                                                                   |
| 24 juin 2021 17:00 (UTC−4) |         | (0 - 1) | 40e (csc) Lampe · 79e Cavani (Torres ) | Spectateurs : 0 Arbitrage : Alexis Herrera (es) Arbitre vidéo : Wagner Reway (pt) | Spectateurs : 0 Arbitrage : Alexis Herrera (es) Arbitre vidéo : Wagner Reway (pt) |
| 24 juin 2021 17:00 (UTC−4) | Rapport |         |                                        | Spectateurs : 0 Arbitrage : Alexis Herrera (es) Arbitre vidéo : Wagner Reway (pt) | Spectateurs : 0 Arbitrage : Alexis Herrera (es) Arbitre vidéo : Wagner Reway (pt) |

| Bolivie | Uruguay |

| BOLIVIE :       |    |                      |     |     |
|                 |    |                      |     |     |
| Gardien de but  | 1  | Carlos Lampe         |     |     |
|                 | 17 | Roberto Fernández    |     | 74e |
|                 | 5  | Adrián Jusino        |     |     |
|                 | 2  | Jairo Quinteros      |     |     |
|                 | 16 | Erwin Saavedra       |     |     |
|                 | 6  | Leonel Justiniano    |     |     |
|                 | 7  | Juan Carlos Arce     |     | 68e |
|                 | 14 | Moisés Villarroel    |     | 45e |
|                 | 20 | Ramiro Vaca          |     |     |
|                 | 25 | Jeyson Chura         | 16e | 45e |
|                 | 11 | Rodrigo Ramallo      |     | 61e |
| Remplaçants :   |    |                      |     |     |
|                 | 10 | Henry Vaca           | 47e | 45e |
|                 | 22 | Danny Bejarano       |     | 45e |
|                 | 9  | Marcelo Moreno       |     | 61e |
|                 | 21 | Erwin Junior Sánchez | 81e | 68e |
|                 | 19 | Enrique Flores       |     | 74e |
| Sélectionneur : |    |                      |     |     |
| César Farías    |    |                      |     |     |

| URUGUAY :       |    |                        |  |     |
|                 |    |                        |  |     |
| Gardien de but  | 1  | Fernando Muslera       |  |     |
|                 | 17 | Matías Viña            |  |     |
|                 | 3  | Diego Godín            |  |     |
|                 | 2  | José María Giménez     |  |     |
|                 | 8  | Nahitan Nández         |  | 88e |
|                 | 7  | Nicolás De La Cruz     |  | 61e |
|                 | 5  | Matías Vecino          |  |     |
|                 | 15 | Federico Valverde      |  |     |
|                 | 10 | Giorgian De Arrascaeta |  | 73e |
|                 | 9  | Luis Suárez            |  | 88e |
|                 | 21 | Edinson Cavani         |  |     |
| Remplaçants :   |    |                        |  |     |
|                 | 6  | Rodrigo Bentancur      |  | 61e |
|                 | 25 | Facundo Torres         |  | 73e |
|                 | 13 | Giovanni González      |  | 88e |
|                 | 18 | Maxi Gómez             |  | 88e |
| Sélectionneur : |    |                        |  |     |
| Óscar Tabárez   |    |                        |  |     |

| Assistants : Carlos López Jorge Urrego Quatrième arbitre : Jesús Valenzuela Arbitre assistant vidéo : Juan Soto Homme du match : Nahitan Nández |

### Chili - Paraguay
| Match 16                   | Chili   | 0 - 2   | Paraguay                                    | Stade national de Brasilia Mané Garrincha, Brasilia                    |                                                                        |
| 24 juin 2021 21:00 (UTC−3) |         | (0 - 1) | 33e Samudio (Almirón ) · 58e (pen.) Almirón | Spectateurs : 0 Arbitrage : Wilmar Roldán Arbitre vidéo : Rafael Traci | Spectateurs : 0 Arbitrage : Wilmar Roldán Arbitre vidéo : Rafael Traci |
| 24 juin 2021 21:00 (UTC−3) | Rapport |         |                                             | Spectateurs : 0 Arbitrage : Wilmar Roldán Arbitre vidéo : Rafael Traci | Spectateurs : 0 Arbitrage : Wilmar Roldán Arbitre vidéo : Rafael Traci |

| Chili | Paraguay |

| CHILI :         |    |                     |       |     |
|                 |    |                     |       |     |
| Gardien de but  | 1  | Claudio Bravo       | 58e   |     |
|                 | 2  | Eugenio Mena        |       |     |
|                 | 6  | Francisco Sierralta |       |     |
|                 | 17 | Gary Medel          | 56e   | 68e |
|                 | 4  | Mauricio Isla       |       |     |
|                 | 20 | Charles Aránguiz    |       |     |
|                 | 19 | Tomás Alarcón       |       | 45e |
|                 | 8  | Arturo Vidal        |       |     |
|                 | 22 | Ben Brereton        | 45+1e |     |
|                 | 11 | Eduardo Vargas      |       |     |
|                 | 7  | César Pinares       |       | 68e |
| Remplaçants :   |    |                     |       |     |
|                 | 9  | Jean Meneses        |       | 46e |
|                 | 5  | Enzo Roco           |       | 68e |
|                 | 14 | Pablo Galdames      |       | 68e |
| Sélectionneur : |    |                     |       |     |
| Martín Lasarte  |    |                     |       |     |

| PARAGUAY :      |    |                      |     |     |       |
|                 |    |                      |     |     |       |
| Gardien de but  | 1  | Antony Silva         |     |     |       |
|                 | 24 | Héctor Martínez      | 78e |     |       |
|                 | 6  | Júnior Alonso        |     |     |       |
|                 | 15 | Gustavo Gómez        |     |     |       |
|                 | 13 | Alberto Espínola     |     |     |       |
|                 | 19 | Santiago Arzamendia  |     |     | 84e   |
|                 | 16 | Ángel Cardozo Lucena |     |     | 84e   |
|                 | 23 | Mathías Villasanti   |     |     |       |
|                 | 18 | Braian Samudio       |     |     | 62e   |
|                 | 7  | Carlos González      |     |     | 77e   |
|                 | 10 | Miguel Almirón       |     |     | 77e   |
| Remplaçants :   |    |                      |     |     |       |
|                 | 11 | Ángel Romero         |     | 62e |       |
|                 | 21 | Óscar Romero         |     | 77e |       |
|                 | 20 | Antonio Bareiro      |     | 77e | 90+5e |
|                 | 3  | Omar Alderete        |     | 84e |       |
|                 | 5  | Gastón Giménez       |     | 84e |       |
| Sélectionneur : |    |                      |     |     |       |
| Eduardo Berizzo |    |                      |     |     |       |

| Assistants : Alexander Guzmán Jhon Alexander León Quatrième arbitre : Andrés Rojas (es) Arbitre assistant vidéo : Jhon Ospina (es) Homme du match : Miguel Almirón |

### Uruguay - Paraguay
| Match 19                   | Uruguay           | 1 - 0   | Paraguay | Stade olympique Nilton-Santos, Rio de Janeiro                               |                                                                             |
| 28 juin 2021 21:00 (UTC−3) | Cavani 21e (pen.) | (1 - 0) |          | Spectateurs : 0 Arbitrage : Raphael Claus Arbitre vidéo : Wagner Reway (pt) | Spectateurs : 0 Arbitrage : Raphael Claus Arbitre vidéo : Wagner Reway (pt) |
| 28 juin 2021 21:00 (UTC−3) | Rapport           |         |          | Spectateurs : 0 Arbitrage : Raphael Claus Arbitre vidéo : Wagner Reway (pt) | Spectateurs : 0 Arbitrage : Raphael Claus Arbitre vidéo : Wagner Reway (pt) |

| Uruguay | Paraguay |

| URUGUAY :       |    |                        |  |     |
|                 |    |                        |  |     |
| Gardien de but  | 1  | Fernando Muslera       |  |     |
|                 | 17 | Matías Viña            |  |     |
|                 | 3  | Diego Godín            |  | 45e |
|                 | 2  | José María Giménez     |  |     |
|                 | 8  | Nahitan Nández         |  |     |
|                 | 6  | Rodrigo Bentancur      |  |     |
|                 | 5  | Matías Vecino          |  | 57e |
|                 | 15 | Federico Valverde      |  | 76e |
|                 | 7  | Nicolás De La Cruz     |  |     |
|                 | 10 | Giorgian De Arrascaeta |  | 67e |
|                 | 21 | Edinson Cavani         |  | 68e |
| Remplaçants :   |    |                        |  |     |
|                 | 19 | Sebastián Coates       |  | 45e |
|                 | 22 | Martín Cáceres         |  | 57e |
|                 | 25 | Facundo Torres         |  | 67e |
|                 | 9  | Luis Suárez            |  | 68e |
|                 | 14 | Lucas Torreira         |  | 76e |
| Sélectionneur : |    |                        |  |     |
| Óscar Tabárez   |    |                        |  |     |

| PARAGUAY :      |    |                    |     |     |
|                 |    |                    |     |     |
| Gardien de but  | 1  | Antony Silva       |     |     |
|                 | 3  | Omar Alderete      | 43e |     |
|                 | 6  | Júnior Alonso      | 81e |     |
|                 | 2  | Robert Rojas       |     |     |
|                 | 13 | Alberto Espínola   |     | 57e |
|                 | 11 | Ángel Romero       |     |     |
|                 | 23 | Mathías Villasanti |     |     |
|                 | 5  | Gastón Giménez     |     | 74e |
|                 | 18 | Braian Samudio     |     | 73e |
|                 | 9  | Gabriel Ávalos     |     | 57e |
|                 | 10 | Miguel Almirón     |     | 33e |
| Remplaçants :   |    |                    |     |     |
|                 | 21 | Óscar Romero       |     | 33e |
|                 | 24 | Héctor Martínez    |     | 57e |
|                 | 7  | Carlos González    |     | 57e |
|                 | 14 | Andrés Cubas       |     | 73e |
|                 | 8  | Richard Sánchez    |     | 74e |
| Sélectionneur : |    |                    |     |     |
| Eduardo Berizzo |    |                    |     |     |

| Assistants : Danilo Manis Bruno Pires Quatrième arbitre : Guillermo Enrique Guerreo Arbitre assistant vidéo : Christian Lescano Homme du match : Rodrigo Bentancur |

### Bolivie - Argentine
| Match 20                   | Bolivie                    | 1 - 4   | Argentine                                                                     | Arena Pantanal, Cuiabá                                                                          |                                                                                                 |
| 28 juin 2021 20:00 (UTC−4) | ( Justiniano) Saavedra 60e | (0 - 3) | 6e Gómez (Messi ) · 33e (pen.) Messi · 42e Messi (Agüero ) · 65e La. Martínez | Spectateurs : 0 Arbitrage : Andrés Rojas (es) Arbitre vidéo : Ricardo de Burgos Bengoetxea (en) | Spectateurs : 0 Arbitrage : Andrés Rojas (es) Arbitre vidéo : Ricardo de Burgos Bengoetxea (en) |
| 28 juin 2021 20:00 (UTC−4) | Rapport                    |         |                                                                               | Spectateurs : 0 Arbitrage : Andrés Rojas (es) Arbitre vidéo : Ricardo de Burgos Bengoetxea (en) | Spectateurs : 0 Arbitrage : Andrés Rojas (es) Arbitre vidéo : Ricardo de Burgos Bengoetxea (en) |

| Bolivie | Argentine |

| BOLIVIE :       |    |                   |       |     |
|                 |    |                   |       |     |
| Gardien de but  | 1  | Carlos Lampe      |       |     |
|                 | 17 | Roberto Fernández |       | 81e |
|                 | 5  | Adrián Jusino     |       |     |
|                 | 4  | Luis Haquin       |       |     |
|                 | 8  | Diego Bejarano    |       |     |
|                 | 20 | Ramiro Vaca       |       |     |
|                 | 15 | Boris Céspedes    |       | 61e |
|                 | 6  | Leonel Justiniano |       |     |
|                 | 16 | Erwin Saavedra    |       | 85e |
|                 | 25 | Jeyson Chura      |       | 61e |
|                 | 18 | Gilbert Álvarez   |       | 61e |
| Remplaçants :   |    |                   |       |     |
|                 | 3  | José Sagredo      |       | 61e |
|                 | 10 | Henry Vaca        |       | 61e |
|                 | 11 | Rodrigo Ramallo   | 86e   | 61e |
|                 | 13 | Diego Wayar       | 90+2e | 81e |
|                 | 14 | Moisés Villarroel |       | 85e |
| Sélectionneur : |    |                   |       |     |
| César Farías    |    |                   |       |     |

| ARGENTINE :     |    |                   |     |     |
|                 |    |                   |     |     |
| Gardien de but  | 1  | Franco Armani     |     |     |
|                 | 8  | Marcos Acuña      | 90e |     |
|                 | 25 | Lisandro Martínez |     |     |
|                 | 6  | Germán Pezzella   |     |     |
|                 | 4  | Gonzalo Montiel   |     |     |
|                 | 18 | Guido Rodríguez   |     | 71e |
|                 | 14 | Exequiel Palacios |     | 71e |
|                 | 24 | Papu Gómez        |     | 56e |
|                 | 10 | Lionel Messi      |     |     |
|                 | 21 | Ángel Correa      |     | 64e |
|                 | 9  | Sergio Agüero     |     | 63e |
| Remplaçants :   |    |                   |     |     |
|                 | 27 | Julián Álvarez    |     | 56e |
|                 | 22 | Lautaro Martínez  |     | 63e |
|                 | 20 | Giovani Lo Celso  |     | 64e |
|                 | 5  | Leandro Paredes   |     | 71e |
|                 | 17 | Nicolás Domínguez |     | 71e |
| Sélectionneur : |    |                   |     |     |
| Lionel Scaloni  |    |                   |     |     |

| Assistants : Jhon Alexander León Jonny Bossio Quatrième arbitre : Diego Haro (en) Arbitre assistant vidéo : Alexander Guzmán Homme du match : Lionel Messi |

## Homme du match
| Match | Résultats | Résultats | Résultats | Homme du match    |
| ----- | --------- | --------- | --------- | ----------------- |
| 3     | Argentine | 1 - 1     | Chili     | Lionel Messi      |
| 4     | Paraguay  | 3 - 1     | Bolivie   | Kaku              |
| 7     | Chili     | 1 - 0     | Bolivie   | Eduardo Vargas    |
| 8     | Argentine | 1 - 0     | Uruguay   | Lionel Messi      |
| 11    | Uruguay   | 1 - 1     | Chili     | Charles Aránguiz  |
| 12    | Argentine | 1 - 0     | Paraguay  | Ángel Di María    |
| 15    | Bolivie   | 0 - 2     | Uruguay   | Nahitan Nández    |
| 16    | Chili     | 0 - 2     | Paraguay  | Miguel Almirón    |
| 19    | Uruguay   | 1 - 0     | Paraguay  | Rodrigo Bentancur |
| 20    | Bolivie   | 1 - 4     | Argentine | Lionel Messi      |

## Statistiques

### Classement des buteurs
3 buts    
- Lionel Messi

2 buts   
- Papu Gómez
- Erwin Saavedra
- Eduardo Vargas
- Ángel Romero
- Edinson Cavani

1 but  
- Lautaro Martínez
- Guido Rodríguez
- Ben Brereton
- Miguel Almirón
- Kaku
- Braian Samudio
- Luis Suárez

1 but contre son camp  (csc)
- Carlos Lampe (face à l'Uruguay)

### Classement des passeurs
2 passes 
- Lionel Messi

1 passe 
- Sergio Agüero
- Ángel Di María
- Leonel Justiniano
- Ben Brereton
- Eduardo Vargas
- Miguel Almirón
- Gabriel Ávalos
- Facundo Torres
- Matías Vecino

## Discipline
Les points de fair-play sont utilisés pour départager les équipes en cas d'égalité de points au classement général et en confrontation. Ces points sont calculés sur le nombre des cartons jaunes et rouges reçus lors de tous les matches de groupe, comme suit :
- premier carton jaune : moins 1 point ;
- carton rouge indirect (deuxième carton jaune) : moins 3 points ;
- carton rouge direct : moins 4 points ;
- carton jaune et carton rouge direct : moins 5 points ;

Une seule des déductions ci-dessus est appliquée à un joueur lors d'un même match.
| Équipe    | Journée 1 | Journée 1                                  | Journée 1    | Journée 1                   | Journée 2 | Journée 2                                  | Journée 2    | Journée 2                   | Journée 3 | Journée 3                                  | Journée 3    | Journée 3                   | Journée 4 | Journée 4                                  | Journée 4    | Journée 4                   | Journée 5 | Journée 5                                  | Journée 5    | Journée 5                   | Points |
| Équipe    | Averti    | Carton jaune · Carton jaune · Carton rouge | Carton rouge | Carton jaune · Carton rouge | Averti    | Carton jaune · Carton jaune · Carton rouge | Carton rouge | Carton jaune · Carton rouge | Averti    | Carton jaune · Carton jaune · Carton rouge | Carton rouge | Carton jaune · Carton rouge | Averti    | Carton jaune · Carton jaune · Carton rouge | Carton rouge | Carton jaune · Carton rouge | Averti    | Carton jaune · Carton jaune · Carton rouge | Carton rouge | Carton jaune · Carton rouge | Points |
| --------- | --------- | ------------------------------------------ | ------------ | --------------------------- | --------- | ------------------------------------------ | ------------ | --------------------------- | --------- | ------------------------------------------ | ------------ | --------------------------- | --------- | ------------------------------------------ | ------------ | --------------------------- | --------- | ------------------------------------------ | ------------ | --------------------------- | ------ |
| Argentine | 2         | 0                                          | 0            | 0                           | 3         | 0                                          | 0            | 0                           | 1         | 0                                          | 0            | 0                           |           |                                            |              |                             | 1         | 0                                          | 0            | 0                           | -7     |
| Bolivie   | 2         | 1                                          | 0            | 0                           | 2         | 0                                          | 0            | 0                           |           |                                            |              |                             | 3         | 0                                          | 0            | 0                           | 2         | 0                                          | 0            | 0                           | -12    |
| Uruguay   |           |                                            |              |                             | 2         | 0                                          | 0            | 0                           | 1         | 0                                          | 0            | 0                           | 0         | 0                                          | 0            | 0                           | 0         | 0                                          | 0            | 0                           | -3     |
| Chili     | 3         | 0                                          | 0            | 0                           | 1         | 0                                          | 0            | 0                           | 1         | 0                                          | 0            | 0                           | 3         | 0                                          | 0            | 0                           |           |                                            |              |                             | -8     |
| Paraguay  | 2         | 0                                          | 0            | 0                           |           |                                            |              |                             | 2         | 0                                          | 0            | 0                           | 1         | 0                                          | 0            | 0                           | 2         | 0                                          | 0            | 0                           | -7     |